# Umenocoleidae
Umenocoleidae (лат.) — семейство вымерших насекомых неясного систематического положения, близкое к тараканообразным и Alienoptera. Меловой период.

## Описание
Примитивная группа ископаемых крылатых насекомых неясного систематического положения. Размер около 1 см. Голова поперечно-цилиндрическая, ортогнатная; сложные глаза большие, овальные; усики с многочисленными широкими члениками и очень длинными щетинками в поперечных рядах; переднеспинка подразделяется поперечной супракоксальной бороздой; передние крылья склеротизированные, покрытые чашевидными пунктурами («бугорками»). Жилкование упрощенное или иногда нечёткое; дистальная часть задних крыльев отчетливо выступает за вершину переднего крыла; жилка R редуцированная, с небольшим количеством ветвей, возможно, с птеростигмой; жилка М разветвленная; жилка CuA с множеством ответвлений; жилка CuP простая; церки с длинными щетинками и несколькими сегментами; самки с коротким наружным яйцекладом.

## Систематика
Первоначально их рассматривали как часть отряда жесткокрылых Coleoptera, или Protelytroptera, Blattaria, Dictyoptera или Mantodea. Считается, что они тесно связаны с Alienopteridae внутри надсемейства Umenocoleoidea. Внешний вид, похожий на жуков, интерпретируется как результат конвергентной эволюции. Некоторые виды обладают сложной загадочной окраской, похожей на окраску самых ранних цветов. Более поздний анализ помещает семейства Alienopteridae и Umenocoleidae как сестринские таксоны внутри Dictyoptera, а не внутри Blattodea.

### Классификация
По данным Fossilworks:
- † Antophiloblatta Sendi, 2020 — бирманский янтарь, Мьянма, сеноман
- † Blattapterix Vršanský, 2003 — Xiagou Formation, Китай, аптский ярус
- † Compunctiotypus Kaddumi, 2005 — иорданский янтарь, альбский ярус
- † Cratovitisma Bechly, 2007 — ливанский янтарь, барремский ярус; Crato Formation, Бразилия, апт; бирманский янтарь, Мьянма, сеноман
- † Elytropterix Vršanský, 2003 — Dzun-Bain Formation, Монголия, апт
- † Jantaropterix Vršanský & Grimaldi, 2003 — ливанский янтарь, баррем; бирманский янтарь, Мьянма, сеноман; нью-Джерсийский янтарь, турон
- † Lepidopterix Sendi, 2020 — ливанский янтарь, баррем
- † Perspicuus Koubová, 2020 — бирманский янтарь, Мьянма, сеноман
- † Petropterix Vršanský, 2003 — Zhonggou Formation, Китай, альб; Dzun-Bain Formation, Монголия, апт; Zaza Formation, Россия, апт
- † Ponopterix Vršanský & Grimaldi, 1999 — Crato Formation, Бразилия, апт
- † Umenocoleus Chen & Tan, 1973 — Dalazi Formation, Китай, апт; Zhonggou Formation, альб
- † Umenopterix Lee, 2016 — Crato Formation, Бразилия, апт
- † Vitisma Vršanský, 1999 — Sharin-Gol Formation, Монголия, баррем, Dzun-Bain Formation; апт, Zaza Formation, Россия, апт; La Pedrera de Rúbies Formation, Испания, баррем